# Karl Robatsch
Karl Robatsch foi um jogador de xadrez da Áustria, com diversas participações nas Olimpíadas de xadrez. Robatsch participou das edições de 1954,  1956,  1960,  1962 de 1972 a 1980, 1992 e 1994 tendo conquistado a medalha de ouro individual em 1960.